# Ług (chemia)

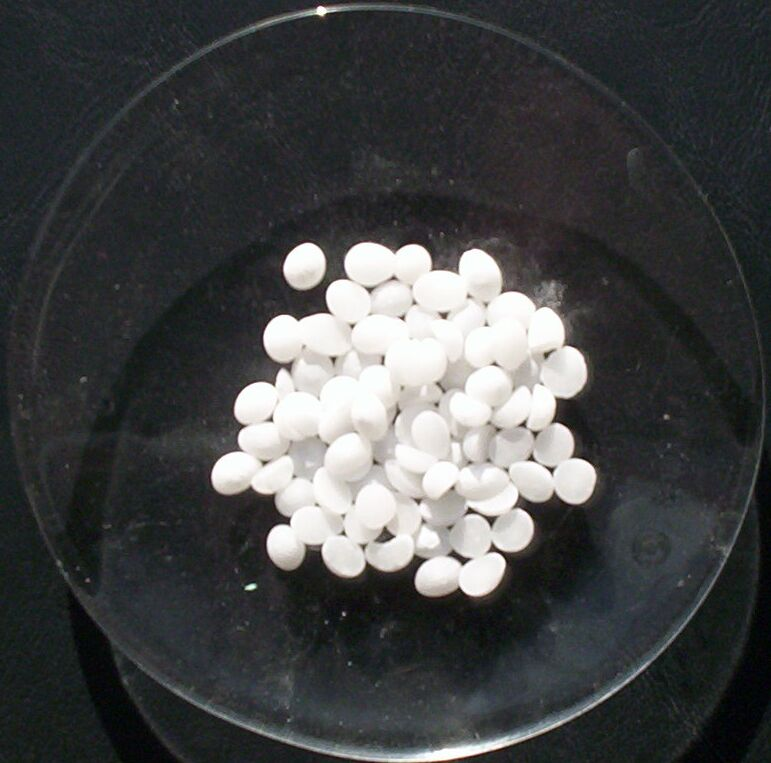
Granulki ługu potasowego (wodorotlenek potasu)

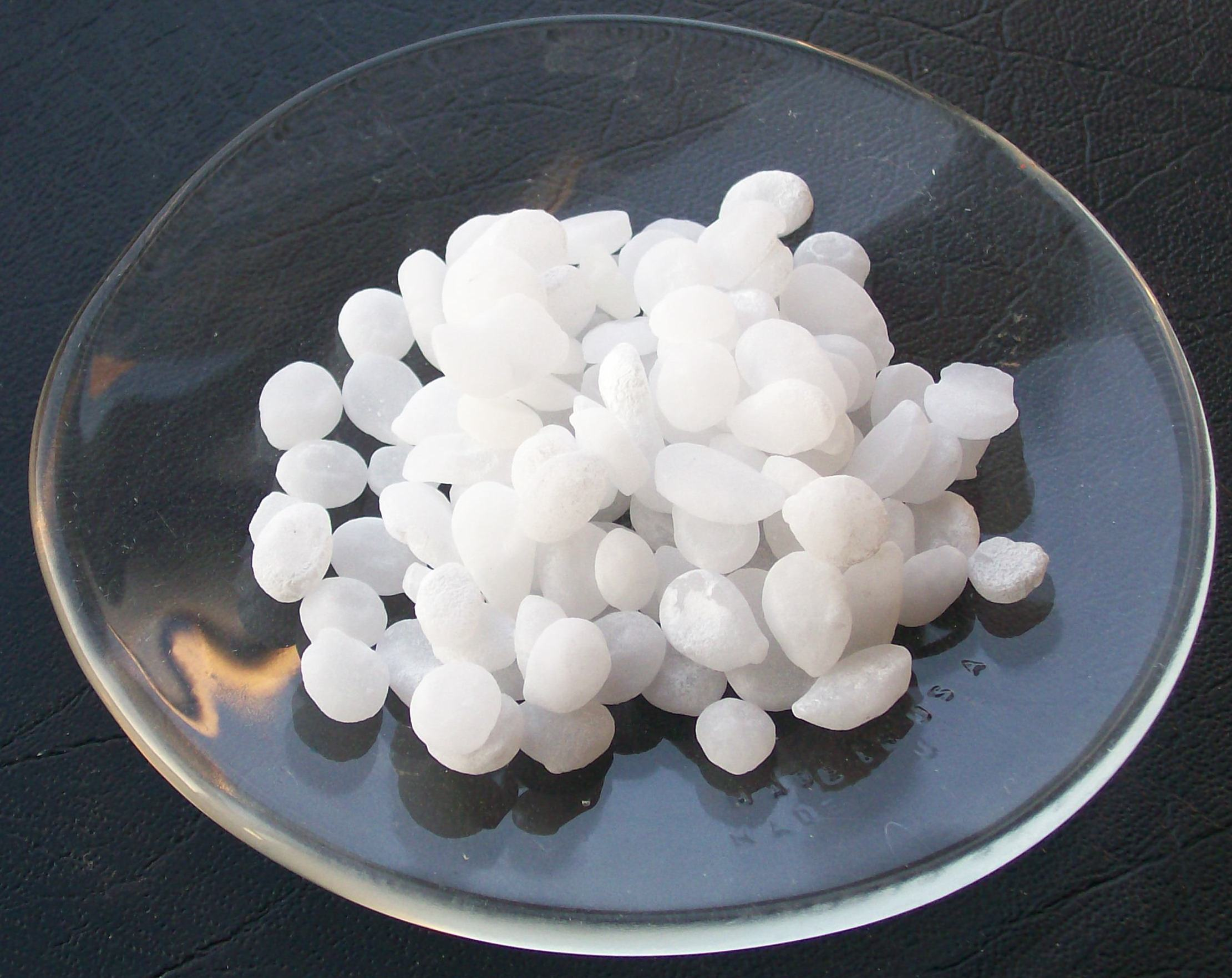
Granulki ługu sodowego (wodorotlenek sodu)

Ług jest wodorotlenkiem metalu (zazwyczaj wodorotlenkiem sodu (NaOH) lub historycznie wodorotlenkiem potasu (KOH)) tradycyjnie otrzymywanym przez ługowanie popiołów lub silnych zasad, które są dobrze rozpuszczalne w wodzie, i wytwarzają żrące roztwory zasadowe.
Obecnie ług jest wytwarzany na rynku z wykorzystaniem procesu chloroalkaliowego w błonie komórkowej. Jest dostarczany w różnych postaciach, takich jak płatki, granulki, mikrokulki, gruboziarnisty proszek lub roztwór.

## Użycie

### Jedzenie
Ługi są używane do peklowania wielu rodzajów żywności, w tym tradycyjnego skandynawskiego lutefiska, oliwek (czyni to je mniej gorzkimi), puszkowanych mandarynek, stuletnich jajek, precli, bajgli i tradycyjnego tureckiego deseru z dyni kabak tatlısı (ług tworzy twardą skórkę, podczas gdy wnętrze pozostaje miękkie). Ług stosuje się również jako środek zmiękczający w cieście pieczonych kantońskich księżycowych ciasteczek, do produkcji „zongzi” (kleiste kluski ryżowe zawinięte w liście bambusa), makaronów popularnych w Hongkongu i południowych Chinach oraz japońskich makaronów ramen. Stosuje się je również w kutsinta, rodzaju ciasta ryżowego z Filipin wraz z pitsi-pitsî. W Assam w północno-wschodnich Indiach szeroko wykorzystuje się rodzaj ługu zwanego w asamskim khar i karwi w Boro, który jest uzyskiwany przez filtrowanie popiołów różnych łodyg bananowca, korzeni i skórki podczas gotowania, a także do peklowania, jako lek i jako substytut mydła.
W Stanach Zjednoczonych ług spożywczy musi spełniać wymagania określone w Kodeksie Żywności Chemicznej (FCC) zgodnie z zaleceniami amerykańskiej Agencji ds. Żywności i Leków (FDA). Niższe gatunki ługu, które nie są odpowiednie do przygotowania żywności, są powszechnie stosowane jako środki do usuwania ścieków i środki czyszczące do piekarników.

### Mydło
Do produkcji mydła stosuje się ług, zarówno w postaci wodorotlenku sodu, jak i wodorotlenku potasu. Mydła potasowe są bardziej miękkie i łatwiej rozpuszczają się w wodzie niż mydła sodowe. Wodorotlenek sodu i wodorotlenek potasu nie są wymienne ani w wymaganych proporcjach, ani we właściwościach wytwarzanych przy produkcji mydeł.
Metoda tworzenia mydła „na gorąco” wykorzystuje ług jako główny składnik. Ług dodaje się do wody, chłodzi przez kilka minut, a następnie dodaje do olejów i masła. Następnie mieszaninę gotuje się przez pewien czas (1–2 godziny), zwykle w wolnowarze, a następnie umieszcza w formie. Ta metoda jest znacznie szybsza niż proces na zimno, ponieważ jej ukończenie nie zajmuje kilku tygodni.
Starożytne zastosowanie ługu do wyrobu mydła i jako detergentu jest początkiem angielskiego słowa, które pochodzi od proto-germańskiego * laugo, a ostatecznie od proto-indoeuropejskiego * korzenia * leue- „myć”. Pokrewne słowa w innych językach germańskich, obejmują również słowa nordyckie opisujące sobotę (laugardagur, lauantai, lördag, lørdag), co oznacza „dzień prania”.

### Gospodarstwo domowe

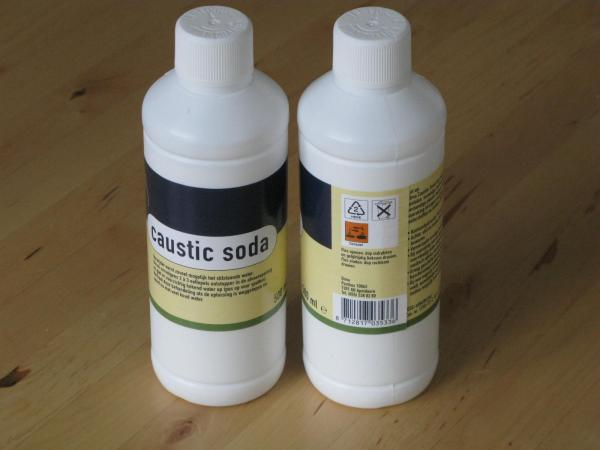
Butelki alkalicznych udrażniaczy zawierających ług

Ługi są również cenione ze względu na ich działanie czyszczące. Wodorotlenek sodu jest zwykle głównym składnikiem w komercyjnych i przemysłowych środkach czyszczących do piekarników i udrażniaczach rur, ze względu na zdolność do rozpuszczania tłuszczu. Ługi rozkładają tłuszcze na drodze alkalicznej hydrolizy estru, uzyskując rozpuszczalne w wodzie pozostałości, które można łatwo usunąć przez spłukanie.

### Trawienie tkanek
Wodorotlenek sodu lub potasu można stosować do trawienia tkanek zwłok zwierząt. Proces ten, często nazywany resomacją, polega na umieszczeniu tuszy lub ciała w szczelnej komorze, dodaniu mieszaniny ługu i wody oraz zastosowaniu ciepła w celu przyspieszenia procesu. Po kilku godzinach w komorze znajdzie się płyn o wyglądzie przypominającym kawę a jedynymi pozostałymi ciałami stałymi są bardzo delikatne kadłuby kości głównie z fosforanu wapnia, które można mechanicznie zmiażdżyć na drobny proszek za pomocą bardzo małej siły. Wodorotlenek sodu był również wykorzystywany do usuwania zwłok przez przestępców; tak np. robiła włoska seryjna zabójczyni Leonarda Cianciulli.

### Identyfikacja grzybów
3–10% roztwór wodorotlenku potasu (KOH) powoduje zmianę koloru u niektórych gatunków grzybów:
- w rodzaju Agaricus niektóre gatunki, takie jak pieczarka karbolowa zmieniają kolor na żółty pod wpływem KOH, wiele nie reaguje, a A. subrutilescens zmienia kolor na zielony,
- charakterystyczna zmiana występuje w przypadku niektórych gatunków Cortinarius i borowików.

## Bezpieczeństwo

### Pierwsza pomoc
W przypadku kontaktu ze skórą należy natychmiast zdjąć zanieczyszczoną odzież, usunąć ze skóry pozostałą substancję i spłukiwać miejsca narażenia bieżącą wodą przez 60 minut.

### Ochrona
Do bezpiecznego obchodzenia się z ługiem wymagane są środki ochrony osobistej, w tym okulary ochronne, rękawice odporne na chemikalia i odpowiednia wentylacja. W pobliżu ługu rozpuszczającego się w otwartym pojemniku z wodą zaleca się stosowanie paroodpornej maski na twarz. Zbyt szybkie dodanie ługu do wody może spowodować zagotowanie roztworu.

### Przechowywanie
Stałe ługi są higroskopijne i wchłaniają wilgoć z powietrza. Stałe ługi rozpływają się lub rozpuszczają po wystawieniu na działanie powietrza, absorbując względnie dużą ilość pary wodnej. W związku z tym ługi przechowywane są w hermetycznych plastikowych pojemnikach. Szkło nie jest dobrym materiałem do przechowywania, ponieważ ługi są lekko korozyjne. Podobnie jak w przypadku innych substancji żrących, pojemniki powinny być oznakowane w celu wskazania potencjalnego niebezpieczeństwa zawartości i przechowywane z dala od dzieci, zwierząt domowych, ciepła i wilgoci.

### Niebezpieczne reakcje
Większość problemów związanych z bezpieczeństwem ługu występuje również w przypadku większości substancji żrących, takich jak ich potencjalnie niszczący wpływ na żywe tkanki; przykładami są skóra, tkanka mięśniowa i rogówka. Roztwory zawierające ługi mogą powodować oparzenia chemiczne, trwałe obrażenia, blizny i ślepotę, natychmiast po kontakcie. Ługi mogą być szkodliwe, a nawet śmiertelne w przypadku połknięcia; połknięcie może powodować zwężenie przełyku. Ponadto solwatacja suchych ługów stałych jest wysoce egzotermiczna; powstałe ciepło może spowodować dodatkowe oparzenia lub spowodować zapłon łatwopalnych materiałów.
Reakcja między wodorotlenkiem sodu a kilkoma metalami jest również niebezpieczna. Aluminium reaguje z ługami, wytwarzając gazowy wodór. Ponieważ wodór jest łatwopalny, mieszanie dużej ilości ługu, takiego jak wodorotlenek sodu z aluminium, w zamkniętym pojemniku jest niebezpieczne – szczególnie, gdy układ ma wysoką temperaturę, co przyspiesza reakcję. Oprócz glinu ługi mogą również reagować z magnezem, cynkiem, cyną, chromem, mosiądzem lub brązem wydzielając wodór. Zarówno ług potasowy, jak i sodowy są w stanie roztworzyć miedź.